# 石原てるこ
石原 てるこ（いしはら てるこ、1958年 - ）は、日本の児童文学作家。東京都生まれ。日本大学芸術学部美術学科卒業。魚座、A型。

## 受賞歴など
- 『友だち貸します Downtown通信』
  - 1990年 第28回 野間児童文芸新人賞 受賞[4]
  - 1991年 第24回 日本児童文学者協会新人賞 候補[5]
  - 1991年 第1回 椋鳩十児童文学賞 受賞[6]
  - 1991年 第38回 産経児童出版文化賞 推薦作[7]

## 作品リスト
- 友だち貸します Downtown通信（ポプラ社 1990年2月）ISBN 4-591-03342-2 《絵：永井博》
- みんな大好き どらねこ倶楽部（ポプラ社文庫 1990年7月）ISBN 4-591-03143-8 《絵：村井香葉》
- どらねこ倶楽部 ハッピーエンドをやめないで（ポプラ社文庫 1990年12月）ISBN 4-591-03150-0 《絵：村井香葉》

### その他書籍
- 日本児童文学 1991年5月号（小峰書店 1991年5月）「新人登場 石原てるこ」